# Sarah Pillsbury Harkness
 Sarah Pillsbury Harkness (* 8. Juli 1914 in Swampscott, Massachusetts, USA; † 22. Mai 2013 in Lexington (Massachusetts)) war eine amerikanische Architektin. Sie gründete 1946 zusammen mit sechs weiteren Architekten das Büro The Architects Collaborative (TAC) in Cambridge, Massachusetts.

## Leben und Werk
Harkness war das zweite von drei Kindern des Anwalts Samuel Hale Pillsbury und Helen Watters Pillsbury.  Sie studierte an der Graduate School of Architecture and Landscape Architecture des Smith College, wo sie 1940 ihren Master-Abschluss erhielt.  Bereits 1938 entwarf sie für ihre Eltern das Pillsbury Summer House in Duxbury (Massachusetts) mit und unter der Anleitung der Architektin Eleanor Raymond. Nach ihrem Abschluss eröffnete sie mit Louisa Vaughan Conrad einen Showroom in Boston, wo sie Möbel der finnischen Designer Aino und Alvar Aalto verkaufte. Ihre Firma trug von 1940 bis 1942 den Namen Pillsbury and Vaughan, danach Artek und wurde bald wegen des Krieges geschlossen. Harkness heiratete 1941 den Architekten John C. Harkness, mit dem sie sieben Kinder bekam. Während des Zweiten Weltkriegs lebte sie mit ihrem Mann in New York City, wo sie sich dem Möbeldesign widmete und er als Kriegsdienstverweigerer Krankenwagen fuhr.

## Mitgründerin und Architektin bei TAC

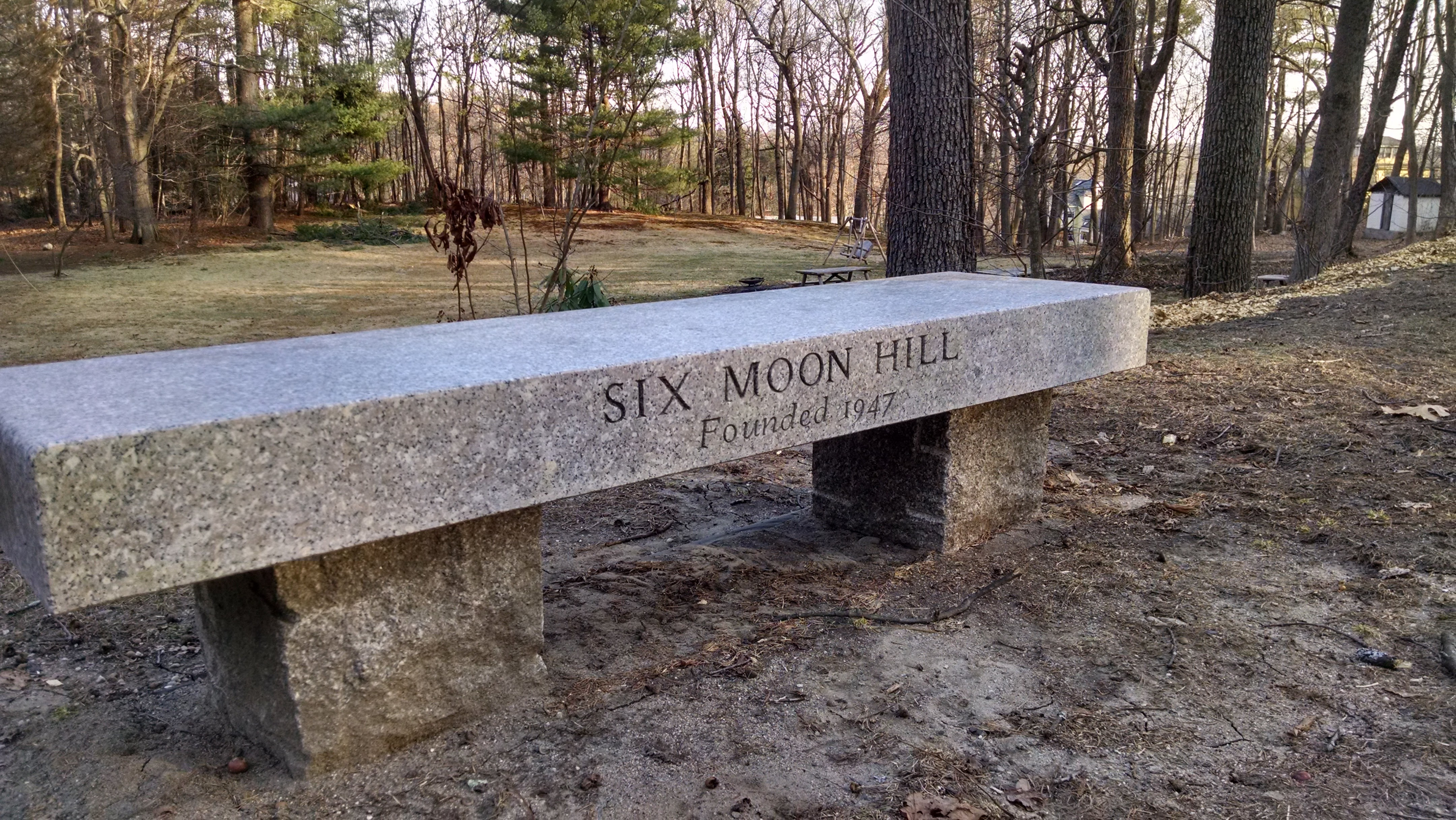
Bank in Six Moon Hill

Sie gründete 1945 zusammen mit den Architekten Norman Fletcher, Jean Bodman Fletcher, Walter Gropius, John Harkness, Robert MacMillan, Louis MacMillen und Benjamin C. Thompson die Firma The Architects Collaborative (TAC). Alle Mitglieder von TAC, einschließlich Gropius, hatten gleiche Anteile an der Firma, und dieser bestand darauf, nicht als Präsident angesehen zu werden.
Kurz nach der Gründung von TAC schlossen sie und ihr Mann sich mit dem anderen Architektenehepaar, Norman und Jean Fletcher, zusammen, um Beiträge für den vom Smith College veranstalteten Wettbewerb einzureichen und gewannen den zweiten Platz. Im Winter 1946/1947 erwarb TAC Land, auf dem die Architekten eine Gemeinschaftseinrichtung Six Moon Hill bauten. Jedes TAC-Mitglied entwarf sein eigenes Zuhause und Six Moon Hill wies viele Innovationen in Architektur, Landschaftsplanung und Gemeindeentwicklung auf. Das Haus von Harkness besaß Strahlungswärme im Boden, Oberlichter, die eine Wiederverwendung der Technologie zur Herstellung von Bombertürmen waren, einen offenen Raum, in dem die Küche direkt mit den Wohnbereichen und großen Flächen verbunden war. Alle TAC-Partner lebten dort, außer Gropius, der bereits sein Haus in Lincoln (Massachusetts) gebaut hatte. Der Wohnkomplex Six Moon Hill ist seit 2016 im National Register of Historic Places aufgeführt und basiert auf einer Beziehung zwischen Architektur und Landschaft und war einer der ersten modernen Wohnkomplexe in den Vereinigten Staaten.
Harkness und ihr Mann entwarfen beide mehrere Schulen in ganz Neuengland und sie erhielt Auszeichnungen für die Entwürfe von den Schulen in Bedford (Massachusetts) und in Deerfield (Massachusetts).
Von 1973 bis 1976 war Harkness Direktorin des New England Institute of American Architects und 1977 und 1978 Vizepräsidentin. 1985 war sie Präsidentin der Boston Society of Architects.
Harkness starb im Alter von 98 Jahren in ihrem Haus in Six Moon Hill. Ihr Nachlass wird im International Archive of Women in Architecture aufbewahrt.

## Auszeichnungen und Ehrungen (Auswahl)
- 1941: Boston Society of Architects Prize
- 1967: American Association of School Administrators Award
- 1967: American Institute of Architects Honor Auszeichnung für ihr Design des Chase Learning Center der Eaglebrook School
- 1979: Fellow des American Institute of Architects
- 1991: Award of Honor des Boston Society of Architects
- 2006: Dokumentarfilm „Still Standing“ über ihre Arbeit bei TAC

## Projekte (Auswahl)
- New Main Library
- Olin Arts Center am Bates College in Lewiston
- Anita Tuvin Schlechter Auditorium am Dickinson College in Carlisle (Pennsylvania)
- Art School Addition im Worcester Art Museum in Worcester
- C. Thurston Chase Learning Center der Eaglebrook School in Deerfield

## Veröffentlichungen
- Sustainable Design for Two Maine Islands. 1985.
- There Should Be Regional Planning in Central Valley. Arts & Architecture 62, Mai 1945.
- mit Walter Gropius: The Architects Collaborative, 1945–1965. Tiranti, 1966.
- The Architects Collaborative. “Statement of Aims.” Arts & Architecture 63, August 1946, S. 28–29.
- mit Jean Bodman Fletcher: Architecture, family style: two woman architects look at today’s houses, tell how they affect family life. House & Garden 92, Oktober 1947, S. 146–149.